# 2016年セントルシア総選挙
2016年セントルシア総選挙（2016ねんセントルシアそうせんきょ）は、2016年6月6日に行われたセントルシアの選挙。結果は17議席のうち11議席を獲得した連合労働者党の勝利だった。2016年6月7日、連合労働者党党首アレン・シャスネが首相に就任した。

## 選挙制度
セントルシア代議院の17議席は単純小選挙区制で選出される。選挙の後、議長が選出されるが、議長は議員でなくてもよい。

## 選挙戦
5月、野党の連合労働者党は全選挙区で候補者を擁立する意向を示した。与党セントルシア労働党は選挙戦で15項目からなる公約を掲げた。

## 結果
| 政党                       | 得票数  | %     | 議席 | +/– |
| -------------------------- | ------- | ----- | ---- | --- |
| 連合労働者党               | 46,183  | 54.79 | 11   | +5  |
| セントルシア労働党         | 37,148  | 44.07 | 6    | –5  |
| ルシアン人民運動           | 154     | 0.18  | 0    | 0   |
| 無所属                     | 811     | 0.96  | 0    | 0   |
| 無効票/白票                | 2,179   | –     | –    | –   |
| 合計                       | 86,475  | 100   | 17   | 0   |
| 有権者数/投票率            | 161,883 | 53.42 | –    | –   |
| 出典: Electoral Department |         |       |      |     |

### 選挙区ごとの結果
| 選挙区                      | 当選者                       | 政党                         |
| --------------------------- | ---------------------------- | ---------------------------- |
| アンス・ラ・レイ/カナリーズ | ドモニク・フェディー         | 連合労働者党の議席獲得       |
| バボンノー                  | エゼキエル・ジョゼフ         | 連合労働者党の議席獲得       |
| カストリーズ中部            | サラ・フラッド＝ボーブルン   | 連合労働者党の議席維持       |
| カストリーズ東部            | フィリップ・ピエール         | セントルシア労働党の議席維持 |
| カストリーズ北部            | スティーブンソン・キング     | 連合労働者党の議席維持       |
| カストリーズ南部            | アーネスト・ヒレア           | セントルシア労働党の議席維持 |
| カストリーズ南東部          | ガイ・ジョゼフ               | 連合労働者党の議席維持       |
| ショゼール/ソルティバス     | ブラドリー・フェリックス     | 連合労働者党の議席獲得       |
| デナリー北部                | ショーン・エドワード         | セントルシア労働党の議席維持 |
| デナリー南部                | エドムンド・エステファン     | 連合労働者党の議席維持       |
| グロス・イスレット          | レナート・モントート         | 連合労働者党の議席獲得       |
| ラボリー                    | アルヴァ・バプティスト       | セントルシア労働党の議席維持 |
| ミクッド北部                | ゲール・リゴバート           | 連合労働者党の議席維持       |
| ミクッド南部                | アレン・シャスネ             | 連合労働者党の議席維持       |
| スフレ                      | ヘロド・スタニスラウス       | 連合労働者党の議席獲得       |
| ビュー・フォート北部        | モセス・ジーン・バプティスト | セントルシア労働党の議席維持 |
| ビュー・フォート南部        | ケニー・アンソニー           | セントルシア労働党の議席維持 |
| 出典: St Lucia Times        |                              |                              |